# Миролюбівка (Маловисківська міська громада)
Миролюбівка — село в Україні, у Маловисківській територіальній громаді Новоукраїнського району Кіровоградської області. Населення становить 582 осіб. Колишній центр  Миролюбівської сільської ради. Попередні назви села — Свинарка (у XIX столітті), до 1930-их рр. Миролюдівка, до 2016 р. Кіровка.

## Географія
Селом тече річка Свинарка.

## Історія
22 лютого 1920 року через Миролюбівку під час Зимового походу проходив Кінний полк Чорних Запорожців Армії УНР.
За радянських часів і до 16 береззня 2016 року село носило назву Кіровка.

## Населення
Згідно з переписом УРСР 1989 року чисельність наявного населення села становила 853 особи, з яких 384 чоловіки та 469 жінок.
За переписом населення України 2001 року в селі мешкало 830 осіб.

### Мова
Розподіл населення за рідною мовою за даними перепису 2001 року:
| Мова       | Відсоток |
| ---------- | -------- |
| українська | 94,70 %  |
| російська  | 2,41 %   |
| молдовська | 1,81 %   |
| білоруська | 0,24 %   |
| інші       | 0,84 %   |

## Видатні уродженці
- Ерделі Ксенія Олександрівна (1878—1971) — російська і радянська арфістка, професор Московської консерваторії, Народна артистка СРСР.[7]
- Мальчик Алла Анатоліївна (1977) — українська легкоатлетка, Заслужений майстер спорту України[8], чемпіонка та бронзова призерка Літніх Паралімпійських іграх 2008 року.